# سنت لیو (فلوریدا)
سنت لیو (به انگلیسی: St. Leo) شهری در شهرستان پسکو ایالت فلوریدا است که در سال ۱۸۹۱ بنیان‌گذاری شده‌است. این شهر طبق سرشماری سال ۲۰۱۰ میلادی، ۱٬۳۴۰ نفر جمعیت داشته و مساحت آن نیز ۴٫۹ کیلومتر مربع است.